# Chavalit Yongchaiyudh
Đại tướng Chavalit Yongchaiyudh (tiếng Thái: ชวลิต ยง ใจ ยุทธ, sinh ngày 15 tháng 5 năm 1932), còn được gọi là "Big Jiew" (บิ๊ ก จิ๋ว), là một chính trị gia và sĩ quan quân đội người Thái Lan. Từ 1986-1990 ông là Tư lệnh Lục quân Hoàng gia Thái Lan (RTA) và Tổng tư lệnh Lực lượng vũ trang Hoàng gia Thái Lan từ năm 1987 đến năm 1990. Năm 1990, ông thành lập Đảng Khát vọng mới và lãnh đạo đảng này cho đến năm 2002. Ông là Thủ tướng thứ 22 của Thái Lan từ năm 1996 đến năm 1997. Ông từng giữ nhiều chức vụ cao cấp trong chính trường Thái Lan như Phó Thủ tướng, Bộ trưởng Quốc phòng, Bộ trưởng Bộ Nội vụ, Bộ trưởng Lao động và Lãnh đạo phe đối lập.
Tuy nhiên, trong thời kỳ giữ chức thủ tướng Thái Lan, ông gặp phải áp lực từ nhiều phong trào chính trị đã buộc ông phải từ chức thủ tướng vào ngày 6 tháng 11 năm 1997, giữa cuộc khủng hoảng tài chính châu Á.